# Метрична модуляція

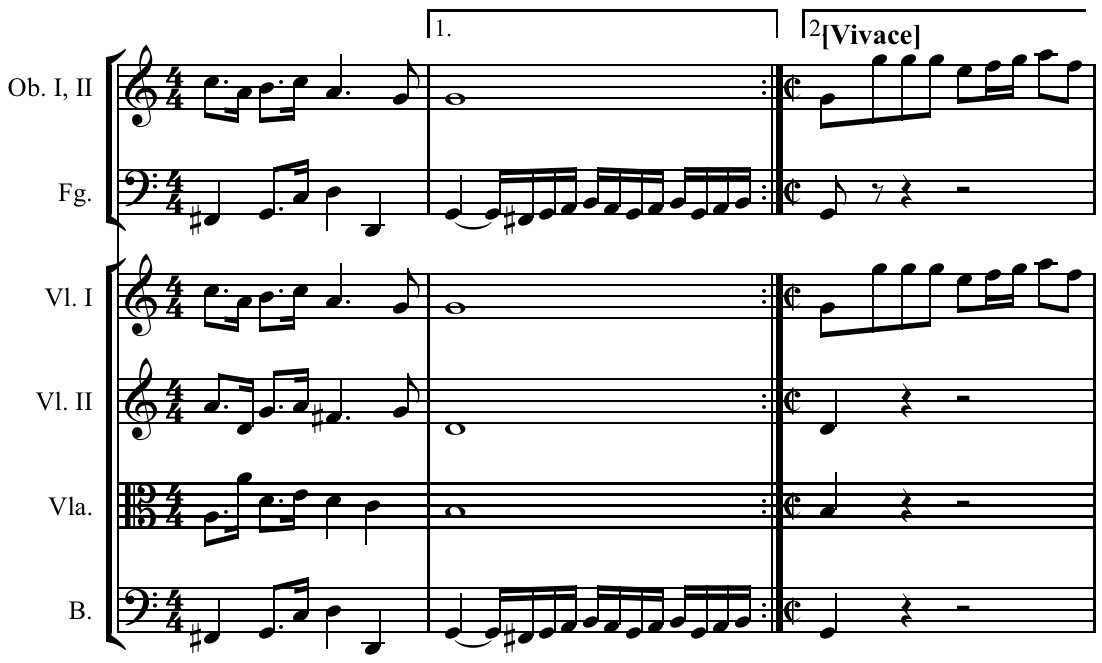
Найпростіша форма метричної модуляції, без позначок (sixteenth note =eighth note), у творі Й. С. Баха. Повільний вступ, за яким слідує алегро, яке традиційно виконується з подвійною швидкістю. Шістнадцяті ноти в старому темпі відповідають восьмим нотам в новому темпі.

У музиці метрична модуляція — це зміна частоти пульсу (темпу) або групування імпульсів (розподіл на сильні та слабі долі), яка пов'язана із нотними значеннями або групуваннями, які існували до зміни. 
Приклади метричної модуляції можуть включати зміни тактового розміру в незмінному темпі, але частіше ця концепція застосовується до переходів від одного тактового розміру або темпу (метра) до іншого, де тривалість ноти з першого стає еквівалентною тривалості ноти в другий. 
Термін «модуляція» використовується та є більш звичним і при аналізі тональної гармонії, де один і той же звук або музичний інтервал визначає перехід від однієї до іншої тональності. В обох випадках до і після зміни звучання існує спільний елемент (нота с певною тривалістю або висотою), який звучить однаково, але виконує різні функції.
Метричну модуляцію вперше описав Річард Франко Голдман під час аналізу Сонати для віолончелі Елліота Картера, і назвав її темповою модуляцією. Іншим синонімічним терміном є пропорційний темп.